# Horslips
Horslips são um grupo de rock com influências de música celta que compunha, arranjava e interpretava sua música com base em jigas e reels. São considerados os pais do rock de influência céltica, graças à sua fusão de música tradicional irlandesa com rock, que inspirou diversos artistas através dos anos. O grupo se formou em 1970, e encerrou suas atividades em 1980.
Os Horslips foram um dos grupos irlandeses mais importantes do seu tempo. Embora tenham alcançado um sucesso comercial muito pequeno, houve uma renovação do interesse por sua música no final dos anos 90, quando passaram a ser considerados como uma das bandas que definiram o cenário do rock céltico. Desde então, o grupo tem se reunido ocasionalmente, aparecendo no The Late Show e no programa Other Voices da RTÉ. O grupo recentemente se reuniu para dois shows, um na Oddissey Arena de Belfast, e outro na O2 Arena de Dublin, no final de 2009.

## Membros
Jim Lockhart (nascido em 3 de fevereiro de 1948) estudou música clássica no Trinity College de Dublin. Influenciado por Séan Ó Riada, quis criar um som orquestral a partir da música irlandesa. Toca teclados, gaita de fole, violino e flauta. Faz vocais em algumas canções, principalmente em irlandês e Manx.
Eamon Carr (nascido em 12 de novembro de 1948) é natural de Kells, no Condado de Meath. É um dos fundadores de um grupo de poesia e performances chamado Tara Telephone em Dublin, no final dos anos 60, grupo esse que também lançou o jornal literário Capella. Ele é o baterista dos Horslips.
Charles O'Connor (nascido em 7 de setembro de 1948) em Middlesbrough, na Inglaterra, toca concertina, bandolim, violino e guitarra (comum e slide). Divide os vocais principais com Barry Devlin e Johnny Fean.
Barry Devlin (nascido em 27 de novembro de 1946) em Ardboe no Condado de Tyrone, Irlanda do Norte, estudou para tomar ordens junto aos devotos de São Columbano. Deixou o seminário para estudar inglês na UCD. É o baixista da banda, um dos cantores principais e líder não oficial.
Johnny Fean (nascido em 17 de novembro de 1951) passou a infância em Limerick e em Shannon, no Condado de Clare. Cedo aprendeu a tocar guitarra, banjo, bandolim e harmônica. No final da adolescência, tocou num grupo chamado Sweet Street, com Joe O'Donnell no violino elétrico e Eugene Wallace. Mais tarde, tocou no Jeremiah Henry, banda de rock e blues que deixou em 1970 para voltar a tocar música tradicional em Limerick.

## Horslips

### Formação Original
Barry Devlin, Eamon Carr e Charles O'Connor se conheceram quando trabalhavam para a empresa gráfica Gerry Maher, em Dublin. Foram convencidos a montar uma banda para um comercial da cerveja (Harp Lager), mas precisavam de um tecladista. Devlin conhecia Jim Lockhart, que preencheria o posto. Gostaram tanto que decidiram continuar tocando juntos. Chamaram o guitarrista Declan Sinnott, colega de Eamon Carr no Tara Telephone, e Gene Mulvaney (este por pouco tempo) para formar os Horslips (originalmente, Horslypse) em 1970. O nome surgiu de uma antístrofe de The Four Horsemen of the Apocalypse (em português, Os Quatro Cavaleiros do Apocalipse, que ficou "The Four Poxmen on The Horslypse".
Tornaram-se profissionais no Dia de São Patrício de 1972, tendo demitido Mulvaney e lançado um single, "Johnny's Wedding", pela sua própria gravadora, a Oats. Declan Sinnott deixou o grupo pouco depois, aborrecido por terem aparecido num anúncio do refrigerante Mirinda, e foi substituído primeiro por Gus Guest, e depois por Johnny Fean.

### Discos
Os Horslips criaram as artes das capas, escreveram as notas e pesquisaram as lendas nas quais se basearam para seus discos conceituais. Tinham sua própria gravadora, e licenciaram seus discos à RCA para distribuição fora da Irlanda. E, ao contrário de outros grupos daquele país, nunca se mudaram de lá.
Em outubro de 1972, os Horslips foram para a Longfield house, em Tipperary, e gravaram seu primeiro disco, Happy To Meet, Sorry To Part, com o estúdio móvel dos Rolling Stones. Em seguida, lançaram o single "Green Gravel". Nesse primeiro disco as melodias eram de cunho mais tradicional. Jim Lockhart era o tecladista e gradualmente incluiu outros instrumentos, como as uillean pipes. Eamon Carr foi o baterista, e tocou o bodhrán irlandês. Happy To Meet, Sorry To Part manteve por oito anos o título de disco mais vendido da Irlanda.
O Abbey Theatre de Dublin pediu ao grupo que compusesse a música de fundo de uma adaptação dramática de "The Táin". O "Táin Bó Cúailnge" é uma história do século X que fala de uma antiga guerra entre Ulster e Connaught. O disco foi lançado em 1973 e contém mais composições da band,a juntamente com canções tradicionais, com maior ênfase no rock. No mesmo ano o single "Dearg Doom" chegou ao primeiro lugar na parada da Alemanha.
Dancehall Sweethearts veio em 1974, e também misturava folk com rock. O quarto disco, The Unfortunate Cup of Tea, se aproximava da música pop e foi, por compração, decepcionante. A RCA encerrou o contrato com o grupo em 1975. Eles pagaram de seus bolsos a próxima gravação e decidiram voltar às raízes. Drive The Cold Winter Away (de 1975) foi seu disco mais tradicional de todos até então. Assinaram com a DJM Records graças a Frank Neilson, da A&R. The Book of Invasions: A Celtic Symphony (1976), como The Táin, era uma adaptação de lendas irlandesas, e vai mais fundo no rock do que qualquer outro dos seus discos anteriores. Esse é geralmente considerado seu melhor trabalho. Foi o primeiro disco deles a entrar no top-40 do Reino Unido desde The Táin.
Sempre ambiciosos, tentaram fazer sucesso nos Estados Unidos. Contrataram Jim Slye para ser seu agente. Mais tarde, ele venderia os direitos de publicação deles para William McBurney por quatro mil libras. Em 1977 eles lançaram Aliens, que falava da experiência dos irlandeses da América do século XIX. Excursionaram pela Grã-Bretanha, Alemanha, Canadá e Estados Unidos. A noite em que tocaram no Royal Albert Hall em Londres foi descrita por um crítico como a de som mais alto até então desde Hendrix. The Man Who Built America (1978), produzido por Steve Katz do Blood, Sweat and Tears e do Blues Project, falava da imigração irlandesa para os EUA e foi seu álbum de maior sucesso comercial. O som mais pesado trouxe maior aceitação na América, mas fez com que perdessem sua base folk e seu frescor. Short Stories, Tall Tales (1979) foi o último disco de estúdio, e recebeu críticas muito ruins.

## A última vez
Na época conhecida como The Troubles (literalmente, "Os problemas"), isto é, no tempo em que a situação na Irlanda do Norte era mais explosiva, os Horslips se apresentavam tanto lá quanto na República da Irlanda sem nenhum problemas, e eram bem aceitos nos dois países. Suas últimas gravações foram feitas em performances no Whitla Hall de Belfast em abril e maio de 1980. Poucos meses depois, em 12 de outubro de 1980, fizeram sua apresentação final no Ulster Hall. Não houve aviso ao público. Eles simplesmente fizeram seu bis com a canção "The Last Time", dos Rolling Stones, e o ato final foi feito por Charles O'Connor, que jogou seu violino para o público. Dez anos depois de formado, o grupo se dispersou.

## As carreiras após o final da banda
Mesmo antes dos Horslips acabarem, Johnny Fean, Eamon Carr e dois outros fundaram os "Zen Alligators" em 1980. Sua música consistia em rock e soul tradicional no circuito irlandês, e lançaram diversos singles. Houve outro grupo efêmero chamado "Host" tinha Fean, O'Connor e Carr. Lançaram um disco, Tryal, em 1984, e dois singles.
O último disco a trazer colaboração entre Fean e Carr nos anos 80 foi o subestimado The Last Bandits in the World, de 1986.
Barry Devlin lançou um disco solo chamado 'Breaking Star Codes' em 1983, com a ajuda de Jim Lockhart. O disco tem 12 canções, cada uma delas livremente inspirada em um signo do zodíaco. Outra colaboração entre Lockhart e Devlin é a canção tema do drama popular da RTÉ chamado 'Glenroe'.
Em 1986, Johnny Fean mudou-se para a Inglaterra. Um grupo indie daquele país chamado Jacobites (1983 a 1986) lançou em 1986 um disco chamado Ragged School que tem Johnny na guitarra.
Ele também toca esporadicamente com um grupo de tributo aos Horslips, chamado Spirit of Horslips, e com um trio chamado The Treat, que às vezes toca com Eric Bell, do Thin Lizzy, no lugar de Fean.
Em 1990, a introdução de guitarra de "Dearg Doom" foi usada em Put 'Em Under Pressure, tema da Irlanda na Copa do Mundo FIFA de 1990, composto por Larry Mullen com a participação da Seleção Irlandesa de Futebol e de Moya Brennan. 
Charles O'Connor lançou um disco instrumental chamado 'Angel on the Mantelpiece' em colaboração com Paul Whittaker em 1997.

### Por onde andam
- Johnny Fean continua a tocar ao vivo com Stephen Travers, que foi de The Miami Showband.
- Depois de pendurar as baquetas, Eamon Carr tornou-se produtor em meados dos anos 80, e também montou sua própria gravadora, chamada Hotwire. Também fez algumas apresentações como DJ especializado no rádio antes de se transformar em jornalista musical e esportivo no Evening Herald de Dublin. Recentemente, criou e apresenta o programa de rácio 'Carr's Cocktail Shack', onde toca músicas dos anos 50 e 60.
- Em 2008, Eamon Carr e o ex-guitarrista dos Wings e de Joe Cocker, Henry McCullough, compuseram algumas canções. O resultado foi o disco "Poor Man's Moon", que saiu em nome de Henry McCullough. Vejam em www.henrymccullough.com
- Ainda em 2008, Eamon lançou seu primeiro livro, The Origami Crow, Journey Into Japan, World Cup Summer 2002, livro esse que é ao mesmo tempo o diário de sua viagem ao Japão, uma coletânea de poesias, uma homenagem ao poeta japonês Bashô (considerado o inventor do hai-ku ou hai-kai) e de comentários esportivos.
- Barry Devlin tornou-se diretor e roteirista, como se nota por seus créditos junto ao IMDB e pela novela radiofônica detetivesca Baldi. Produziu vídeos do U2 em meados dos anos 80. São dele as produções Ballykissangel e The Darling Buds of May.
- Jim Lockhart é chefe de produção na 2fm da RTÉ, e também já trabalhou como produtor e arranjador.
- Charles O'Connor tem duas lojas de antiguidades em Whitby, na Inglaterra. O'Connor continua a gravar música folk e tradicional em seu estúdio caseiro.[13]

## Discografia

### Discos de estúdio
- Happy to Meet - Sorry to Part (1972)
- The Táin (1973)
- Dancehall Sweethearts (1974)
- The Unfortunate Cup of Tea (1975)
- Drive the Cold Winter Away (1975)
- The Book of Invasions (1976)
- Aliens (1977) U.S. #98[14]
- The Man Who Built America (1978) U.S. #155[14]
- Short Stories/Tall Tales (1979)
- Roll Back (2004)

### Coletânea
- Tracks from the Vaults (1977)

### Discos ao vivo
- Horslips Live (1976)
- The Belfast Gigs (1980)